# Mũ rơm

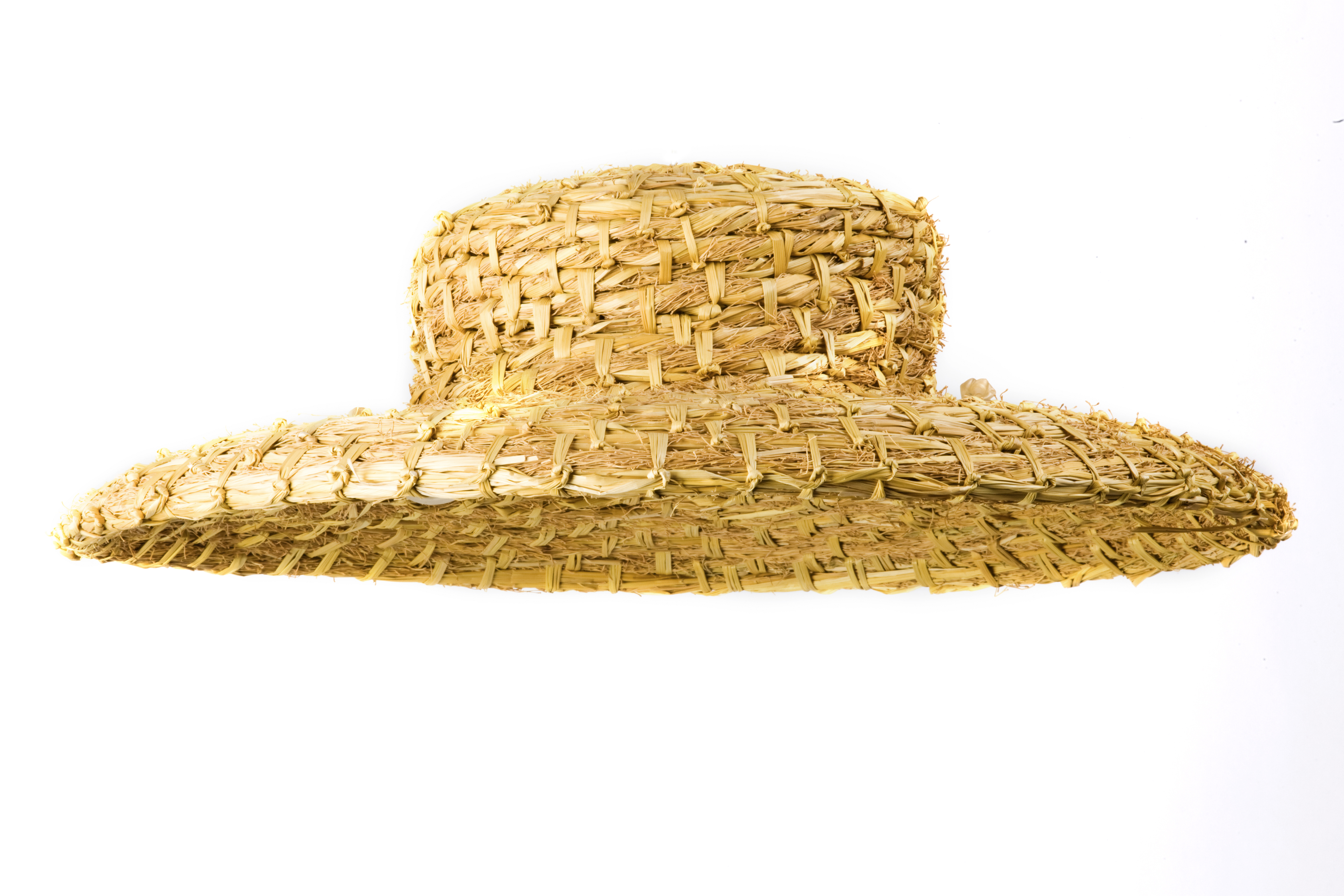
Một chiếc mũ rơm được sử dụng ở nông thôn trong trong thời kì kháng chiến chống Mĩ những năm 1965 - 1972

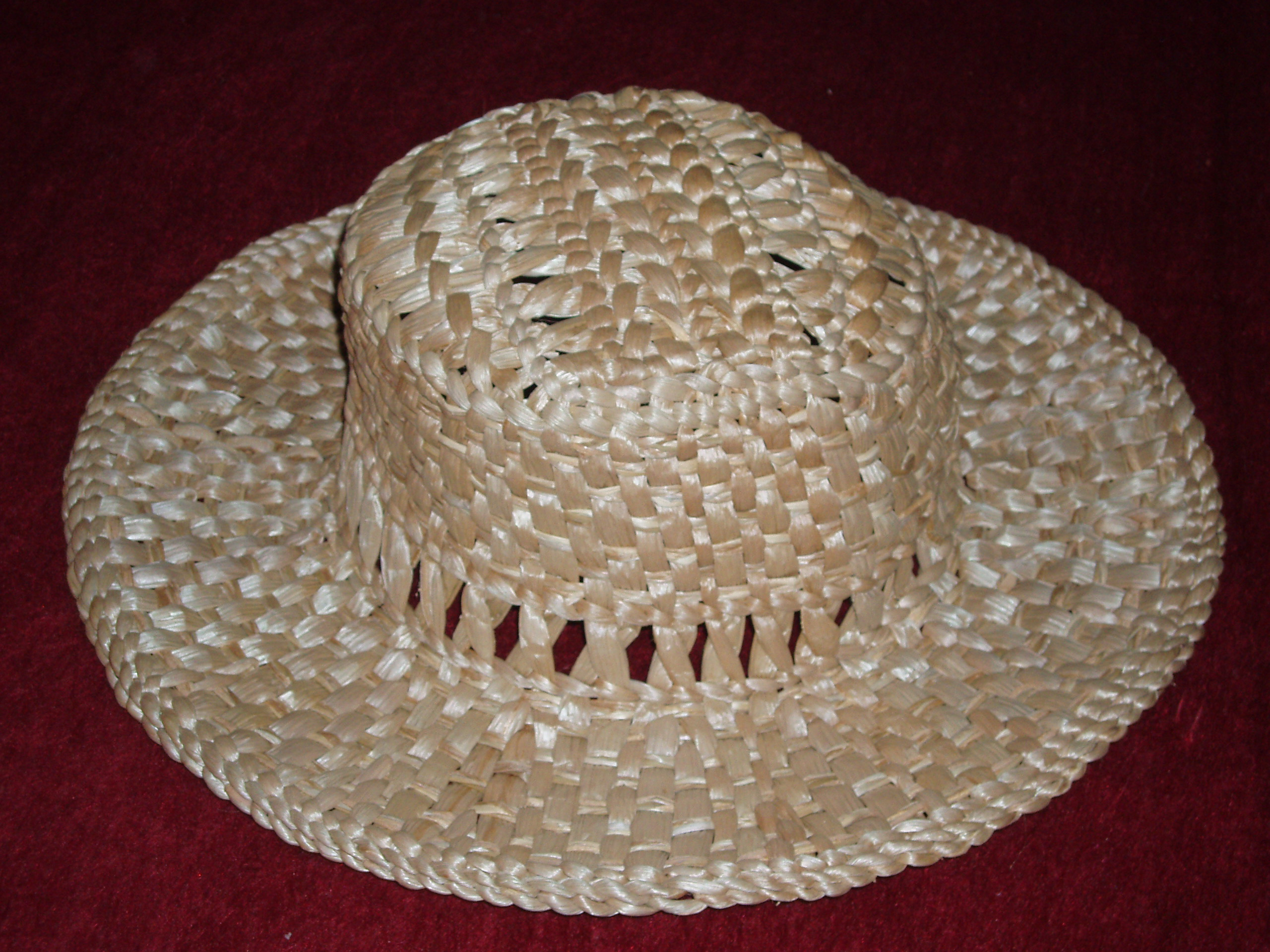
Một chiếc mũ rơm truyền thống của Người Ukraina

Mũ rơm là một loại mũ được được tạo ra bằng rơm hoặc lạo sậy theo dạng mũ rộng vành. Mũ rơm được thiết kế để bảo vệ đầu khỏi ánh nắng Mặt trời, chống say nắng và đôi khi còn được trong lĩnh vực thời trang.

## Lịch sử

### Tại Việt Nam
Mũ rơm là một trong những phát kiến trong thời kỳ Việt Nam chiến đấu chống Mỹ. Trong những năm tháng đánh trả máy bay của Không lực Hoa Kỳ, lưới lửa phòng không của quân và dân miền Bắc Việt Nam dày đặc (chủ yếu là pháo cao xạ). Mỗi khi có máy bay Mỹ đến bắn phá, đạn cao xạ bắn lên chi chít, (nếu về ban đêm ta nhìn có cảm giác như hắt một xẻng cát lửa lên trời). Mảnh đạn cao xạ rơi xuống đất, cùng với các mảnh bom bi, liên tục lan rộng và di chuyển  có thể gây sát thương hàng loạt cho các em học sinh đi học.
Mũ rơm được sử dụng rộng rãi từ đó, chủ yếu cho học sinh. Mũ rơm giúp hạn chế các mảnh đạn và mảnh bom bi lan rộng, hoặc nếu có trúng đạn thì cũng bị kẹt trong nón, không tiếp tục sát thương nữa. Đó là công cụ rất thô sơ nhưng có hiệu quả hậu cần tốt. Hình ảnh học sinh miền Bắc đội mũ rơm đi học là một hình ảnh rất quen thuộc trong Chiến tranh Việt Nam.

## Hình ảnh

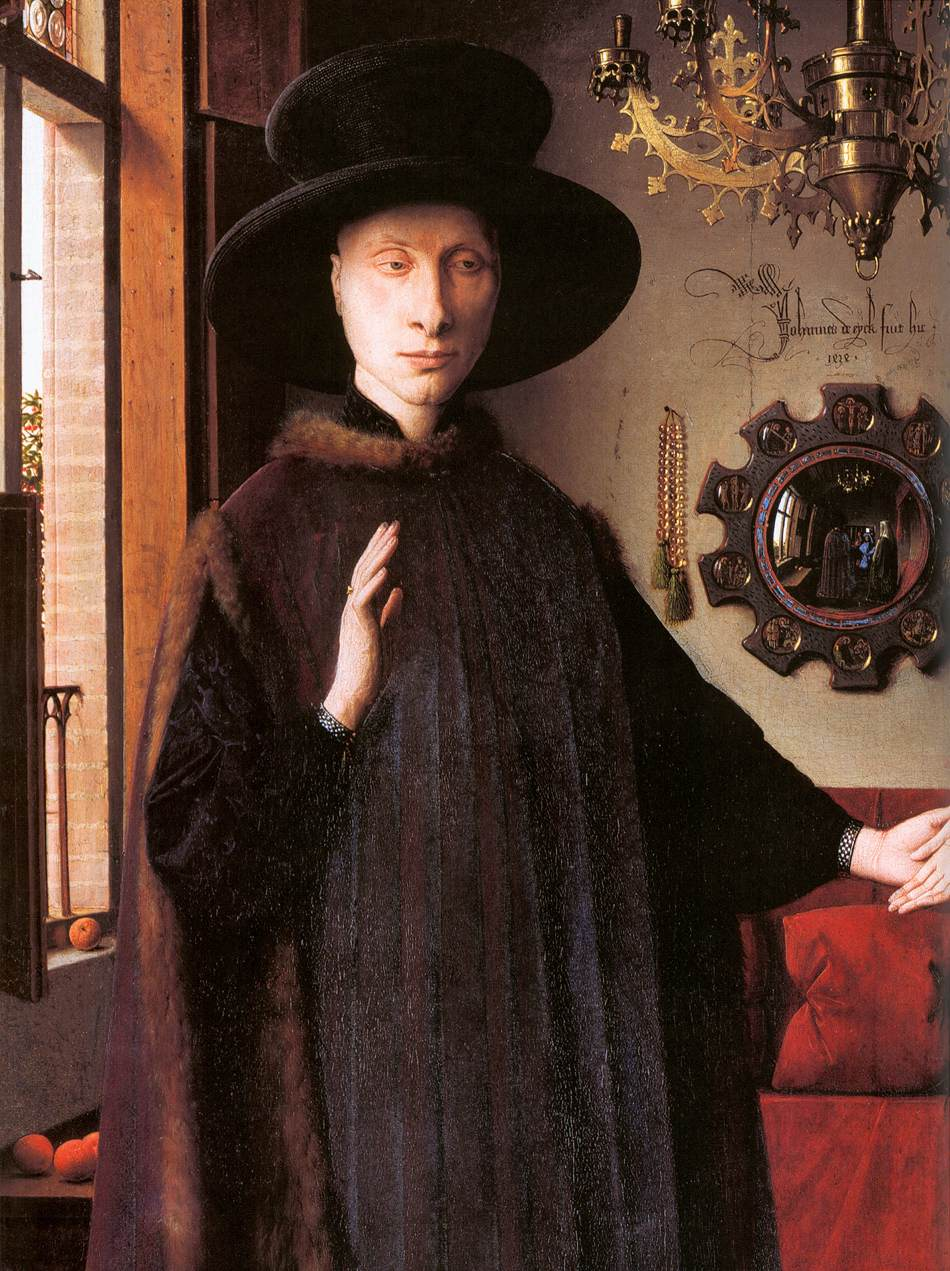
Arnolfini Portrait bởi Jan van Eyck
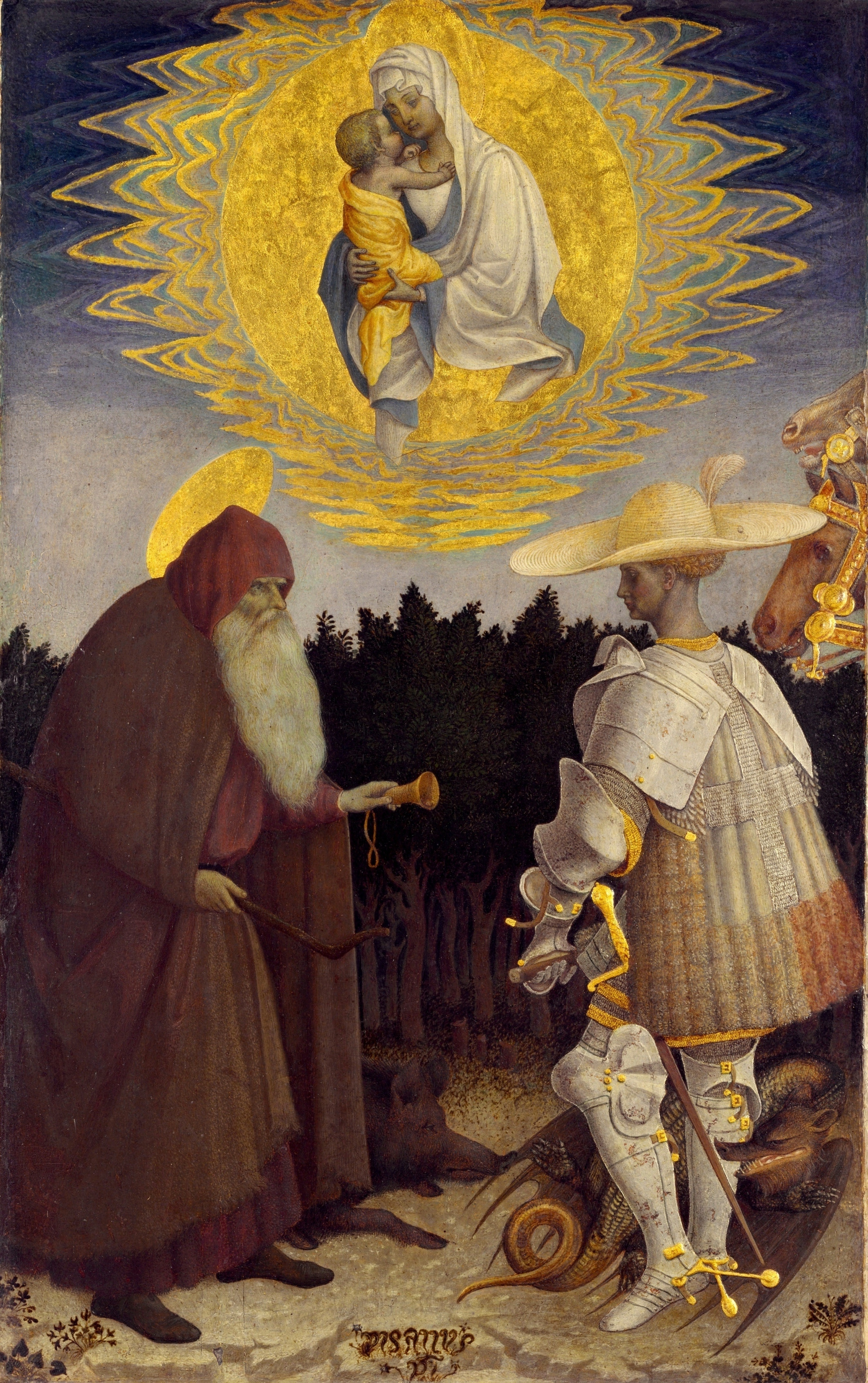
Trinh nữ và trẻ em với Thánh George và Anthony bởi Pisanello
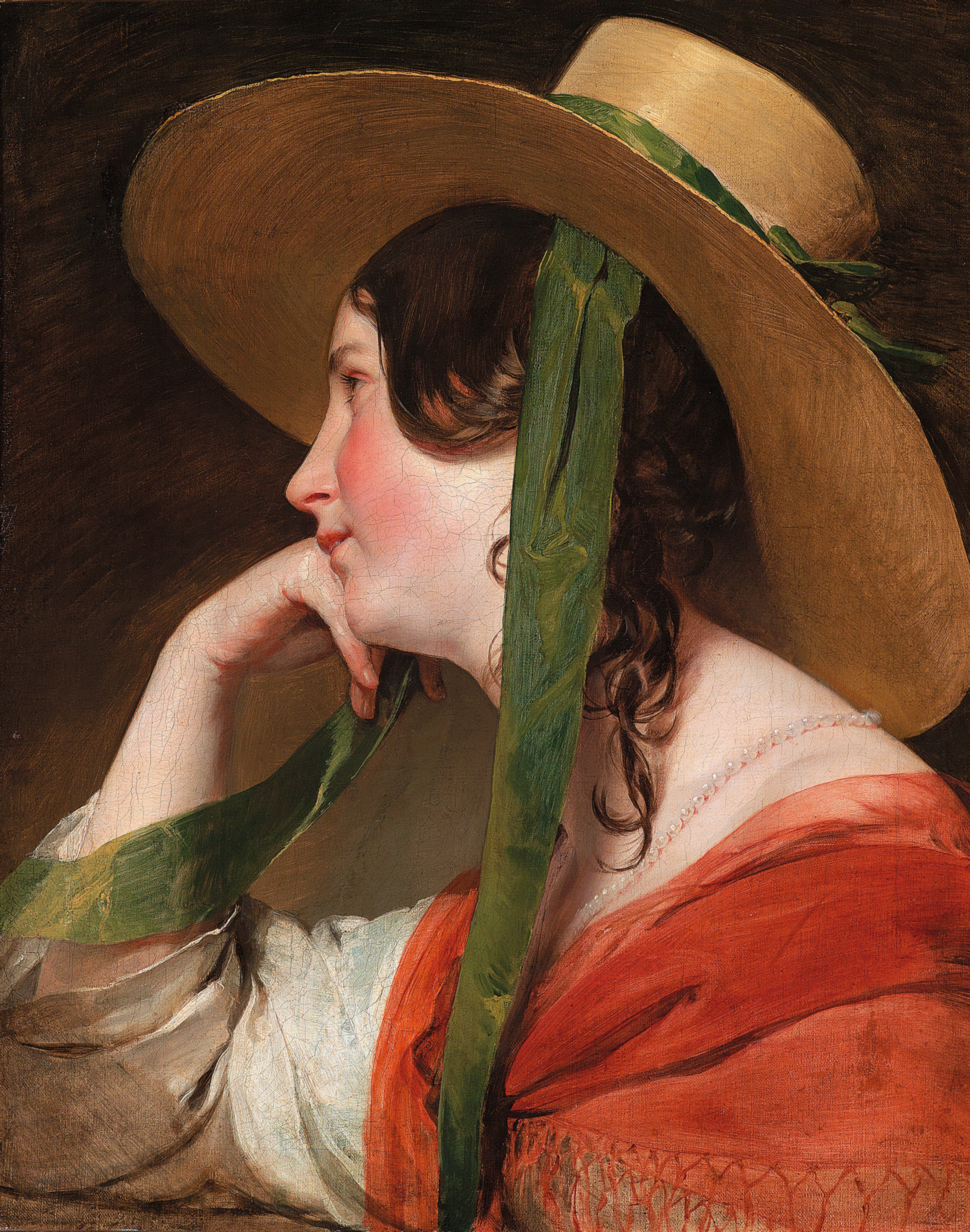
Mädchen mit Strohhut bởi Friedrich von Amerling
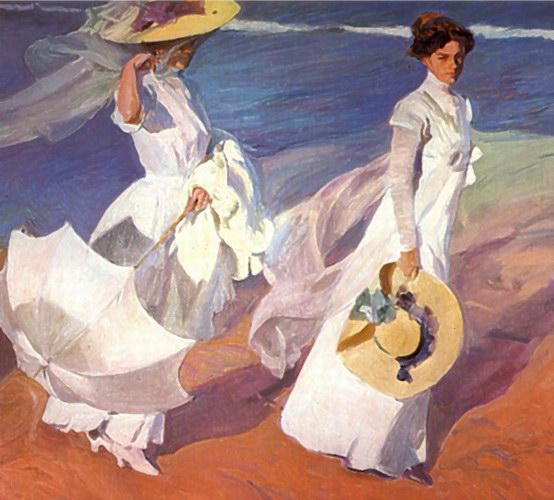
Đi bộ trên biển bởi Joaquín Sorolla
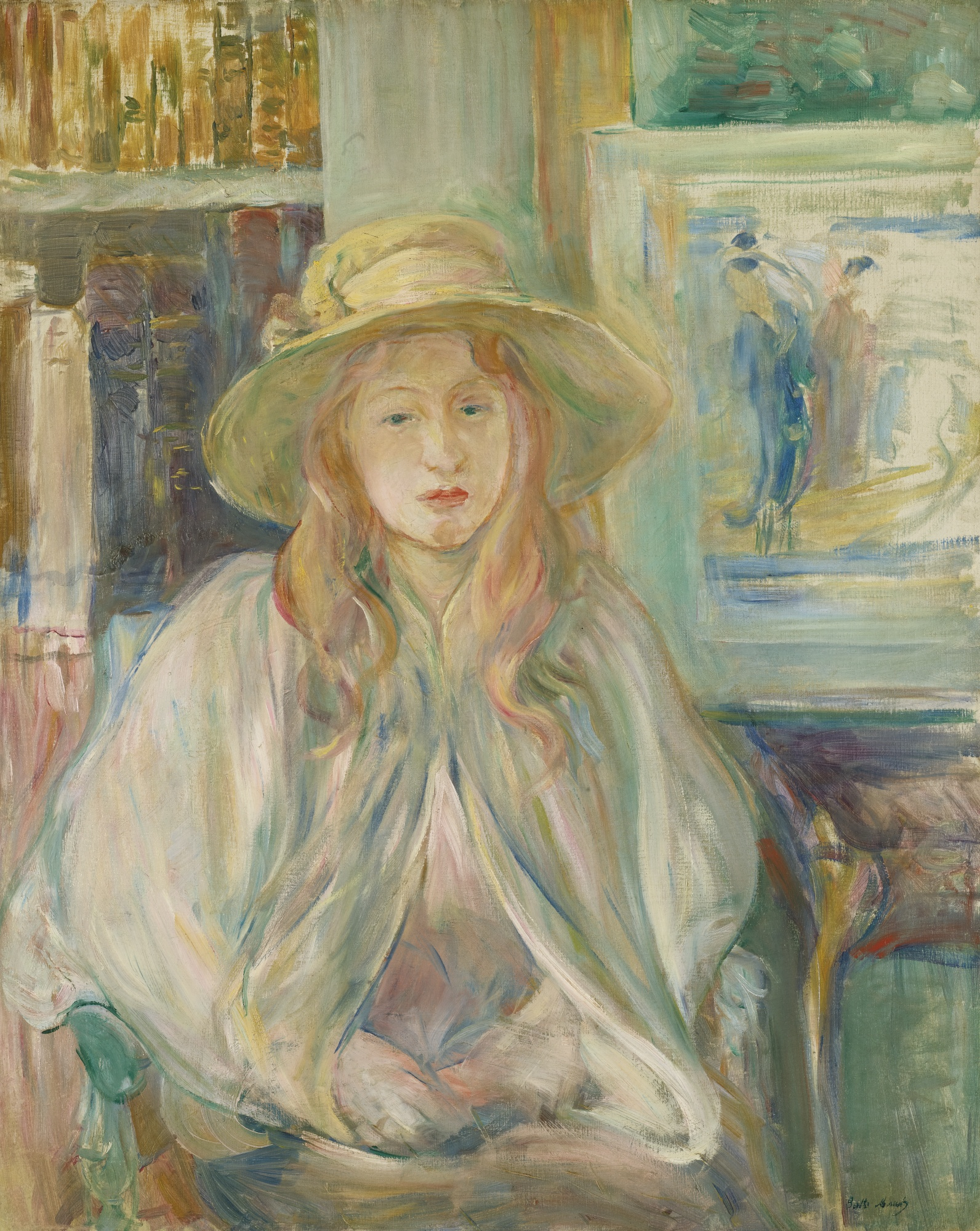
Fille au chapeau de paille, bởi Berthe Morisot (1892).